# Греков, Леонид Иванович (философ)
Леони́д Ива́нович Гре́ков (род. 1 апреля 1929, Краснодар, СССР) — советский и российский философ

, специалист по социальной философии и истории западноевропейской философии XX в. Кандидат философских наук. Один из авторов «Атеистического словаря».

## Биография
Родился 1 апреля 1929 года Краснодар.
В 1953 году окончил философский факультет МГУ имени М. В. Ломоносова, а 1960 году там же аспирантуру.
В 1963—1984 годах — ответственный секретарь и член редакционной коллегии журнала «Вопросы философии».
В 1964 году защитил диссертацию на соискание учёной степени кандидата философских наук по теме «Схоластическая метафизика в ФРГ».
В 1984—1992 годах — заместитель главного редактора издательств «Политиздат» и «Республика».
С 1992 года — консультант издательства «Центрполиграф».

## Научная деятельность
В трудах Грекова впервые в философской литературе СССР было проанализировано учение о трансцендентальных определениях бытия, а также об аналогии бытия выступающего основным ядром схоластической метафизики. В социально-философских трудах было рассмотрено соотношение субъективного и объективного в механизме действия социальных законов.
Участвовал в подготовке книжных серий «Мыслители XX века» и «Этическая мысль» (включая книгу Н. А. Бердяева «О назначении человека. Опыт парадоксальной этики», куда была включена одноимённая работа и монография «Экзистенциальная диалектика божественного и человеческого»).
Участник проекта «Коллективный портрет Александра Зиновьева».

### Научные труды
- Греков Л. И. Диалектическое противоречие и неотомистская диалектика. // Научные доклады высшей школы. Философские науки. 1962. № 5. С. 103—108.
- Греков Л. И. Соотношение «метафизики» и частных наук в современной томистской философии // Вопросы философии. 1966. № 11;
- Греков Л. И. Тенденции современной схоластики // Вопросы философии. 1971. № 1;
- Греков Л. И. К вопросу о механизме действия и использования социальных законов // Вопросы философии. 1982. № 3;
- Греков Л. И. Не все философы молчали // Советская культура. 26.01.1989.
- Е. В. Антонова, И. И. Блауберг, В. В. Васильев, Ю. Д. Гранин, Л. И. Греков, И. Н. Грифцова, А. А. Гусейнов, Д. И. Дубровский, А. Ф. Зотов, А. А. Кара-Мурза, И. Т. Касавин, Н. И. Кузнецова, В. А. Лекторский, И. К. Лисеев, М. А. Мануильский, Х. Э. Мариносян, И. В. Маршакова-Шайкевич, Н. В. Мотрошилова, В. Н. Порус, Б. И. Пружинин, А. Е. Разумов, А. В. Рубцов, А. Н. Чумаков «Круглый стол» «По волнам памяти. „Вопросам философии“ 70 лет» // Философский журнал как феномен интеллектуальной культуры. К 70-летию журнала «Вопросы философии». Коллективная монография / Отв. ред.-сост. А. А. Гусейнов, Б. И. Пружинин, науч. ред. Т. Г. Щедрина. — М., СПб.: ЦГИ «Принт», 2017. — 471 с. — ил. ISBN 978-5-98712-784-1